# Pasjača
Der Strand Pasjača ['pʌsɪ̯ʌʧʌ] ist ein versteckter, künstlich angelegter Badestrand nahe Popovići in der Gemeinde Konavle in Südkroatien. Der Strand liegt unter den riesigen Felshängen. und wird als ein Küstenstreifen aus Sand und Kies von wunderbarer und eigenartiger Schönheit bezeichnet. Als Bestimmungsort und Reiseziel wurde Pasjača 2020 für den schönsten Strand Europas ausgewählt.

## Lage
Der Strand befindet sich etwa 30 Kilometer südöstlich von Dubrovnik (Gespanschaft Dubrovnik-Neretva). Gleichzeitig ist er ungefähr 12 Kilometer von Cavtat entfernt. Bis Ortschaft Popovići führt eine lokale asphaltierte Straße. In der Nähe von Felshängen gibt es ein Parkplatz für bis zu 50 Personenfahrzeuge. Bis zum Strand führt dann ein schmaler Weg steil nach unten.

## Beschreibung
Der kleine, 80 Meter lange und schwer zugängliche Strand ist ein Paradies für Naturliebhaber, Wanderer und Abenteurer. Zum größten Teil gibt es Sand auf dem Strand, aber an einigen Stellen auch Kies. Die Wellen vom Adriatischen Meer treffen auf dem Strand und langsam spülen den Sand zurück ins Meer. Das Wasser ist sehr klar und türkisblau.
Am Strand befinden sich keine Strandgebäude (Toiletten, Kiosk, Dusch- oder Umkleidemöglichkeiten usw.), und deshalb muss man alles (Essen, Trinken, Liegestühle…) mitnehmen, bzw. sich auf Robinson-Tourismus vorbereiten.

## Geschichte
Pasjača entstand Mitte des 20. Jahrhunderts. Beim Bau eines Tunnels zum Meer wurde das ausgegrabene Steinmaterial vom Rand einer etwa 200 Meter hohe Klippe der Konavle-Kalkfelsen ins Meer geworfen. In den nächsten Jahren entstand durch Welleneinwirkung feiner Sand unter den steilen Felshängen. Da das Meerwasser den Sand ständig langsam wegtrug, wurde das Steinmaterial später wieder ersetzt und so blieb diese Stätte erhalten.

## Fotos

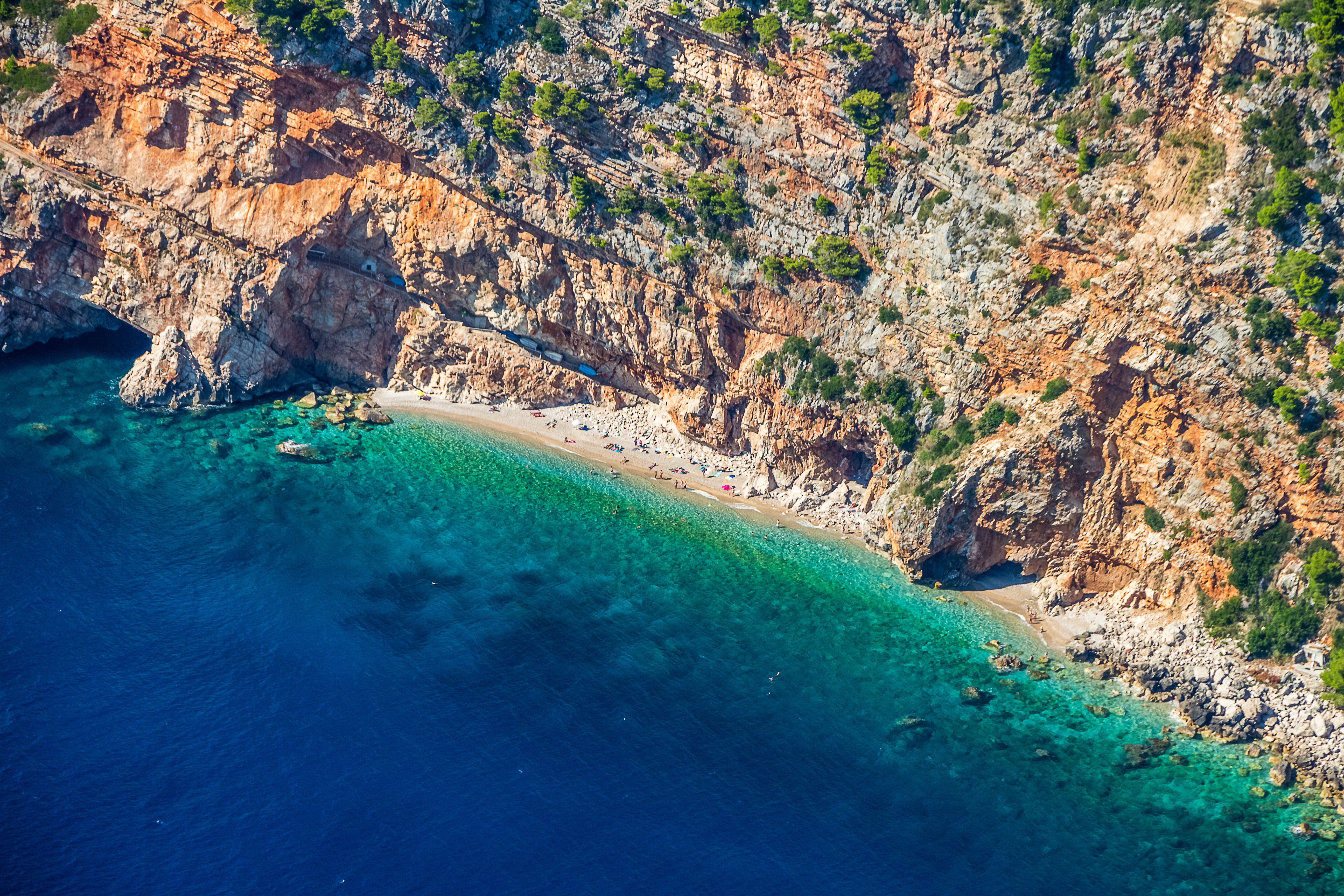
Luftbild von Pasjača
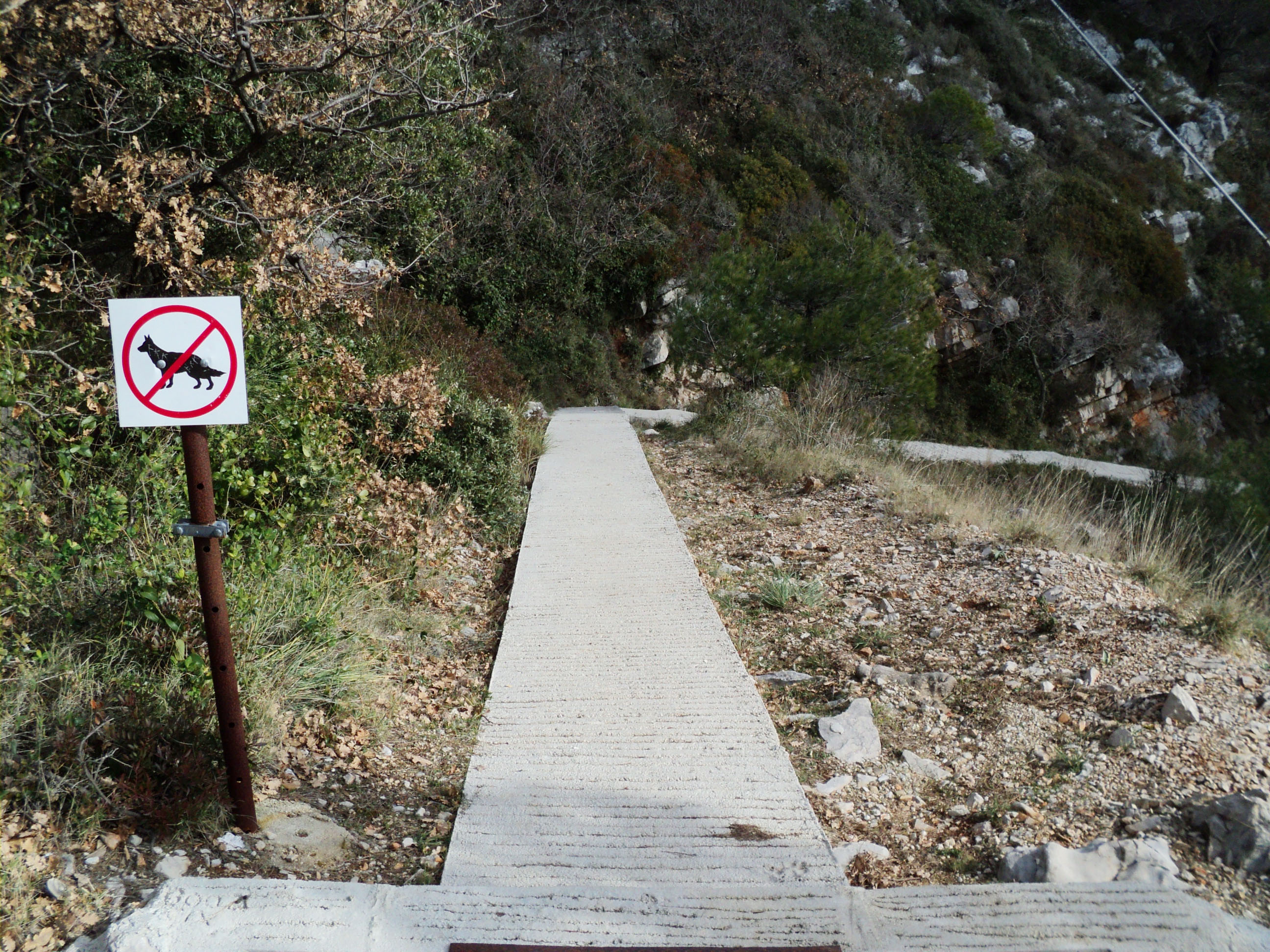
Schmaler Weg zum Strand
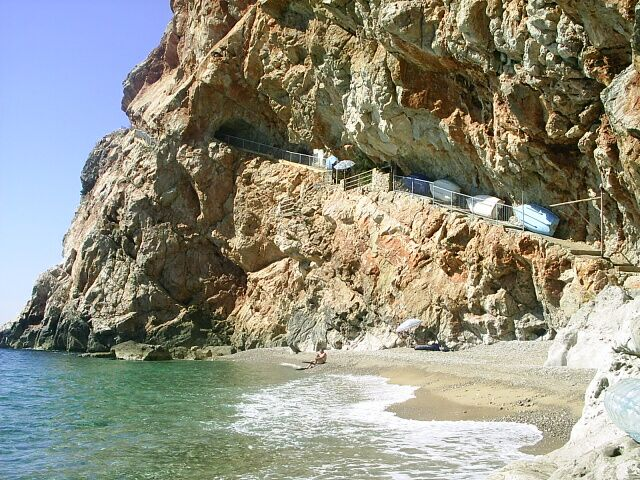
Strand unter riesigen Felsen, die ins Meer „stürzen“
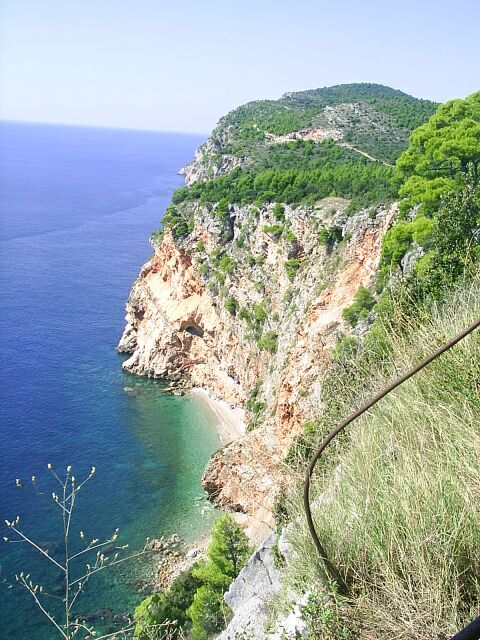
Blick auf Pasjača von der Klippe